# Neunkirchen (Baviera)
Neunkirchen è un comune tedesco di 1 528 abitanti, situato nel land della Baviera.